# Comus (Maryland)
Pour les articles homonymes, voir Comus.
Comus est une communauté non incorporée située dans le comté de Montgomery, dans l’État du Maryland, aux États-Unis. Comus se trouve à 63,9 km (39,7 mi) de Washington.

## Source
- (en) Cet article est partiellement ou en totalité issu de l’article de Wikipédia en anglais intitulé « Comus, Maryland » (voir la liste des auteurs).